# Sarló és Kalapács (folyóirat)
A Sarló és Kalapács politikai, ismeretterjesztő és irodalmi folyóiratot 1929. december – 1937. november között a Moszkvába emigrált magyar kommunista írók és újságírók adták ki; olvasói elsősorban a Szovjetunióban élt magyarok voltak, a lapot Magyarországon illegálisan terjesztették. Megjelenési hely: Moszkva-Leningrád impresszummal jelent meg a lap.

## Szerkesztői, munkatársai
A lap Hajdu Pál szerkesztésében indult (1929–1932), későbbi felelős szerkesztői: 
- 1932: januárjától: Révész Imre
- 1932: júliusától: Gergely Sándor
- 1932: augusztus/szeptembere: Révész Imre
- 1932: október/novembere: Münnich Ferenc
- 1933: március/áprilisa: Lengyel József
- 1934: május 1-től: Vágó Béla
- 1936: augusztus 15-től: Krejcsi Frigyes
- 1937: novemberében: Gergely Sándor

## A lapban  megjelent írásai
- Acél Pál
- Balázs Béla
- Bálint Imre
- Balogh János (János bácsi)
- Barta Sándor
- Bebrits Lajos
- Berei Andor
- Berzeviczy Gizella
- Bokányi Dezső
- Boross F. László
- Chelpkó Ede
- Csorba Mária
- Czóbel Ernő
- Derkovits Jenő
- Dienes László
- Dornbusch Richárd
- Farkas Gábor
- Fejes Ágost
- Fogarasi Béla
- Fonyó Sándor
- Fonyó Sári
- Fried Dezső
- Fürst Sándor
- Gábor Andor
- Gajdos János
- Garasin Rudolf
- Gavró Lajos
- Gergely Sándor (Kőrakó Ferenc)
- Gerő Ernő
- Grün Arnold
- Gyetvai János
- Gyöngyös Iván (Iván)
- Hajdú Pál
- Hevesi Gyula
- Hidas Antal (Nyakas Mihály Tar Üszögh Mihály Hian Szán)
- Horti Emil
- Hunya István
- Illés Béla
- Jancsik Ferenc
- Kahána Mózes
- Karikás Frigyes (Katona Fjodor)
- Kemény (Durus) Alfréd
- Kenyeres Júlia
- Király Fülöp
- Kiss Lajos
- Komját Aladár
- Komor Imre
- Körössy Sándor
- Kun Béla (Hajdu Bence)
- Lándor Béla
- Lányi Sarolta
- Lengyel József
- Lippay Ibolya
- Lippay Zoltán
- Lukács György
- Lusztig Arnold
- Madarász Emil
- Madzsar József
- Magyar Lajos
- Mangel Sándor
- Mata Mária
- Mathejka János
- Matusán Béla
- Müller Ernő
- Münnich Ferenc
- Nagy Endre
- Nagy Jenő
- Nagy Imre (Pórfi)
- Natonek István
- Pestalits Ernő
- Poll Sándor (Farkas László)
- Rabinovits József
- Rácz Béla
- Révész Imre
- Réz Andor (Biró Károly)
- Róth István (Gyalog János)
- Rudas László
- Sallai Imre
- Sarló Sándor
- Seiden Ármin
- Somogyi Pál
- Sugár Andor
- Szalaván Illés
- Szántó Béla
- Szántó Rezső
- Szántó Zoltán
- Szatmári Antal
- Szatmári Sándor (Szatyi)
- Székely Lajos
- Sziklai Sándor
- Szilágyi Jolán
- Szirmai Tamás (Martin Stone)
- Újvári Erzsi
- Vajda Sándor
- Varga Gyula
- Varga Jenő
- Weinberg William
- Zalka Máté

A lapban megjelentek Gellért Hugó, Griffel László, Kupka Paula, Pór Bertalan, Szamuely Tiborné Szilágyi Jolán (Joly, Joli) és Uitz Béla rajzai.

## Tartalom, irányvonal
Főleg a szovjetunióbeli életről számoltak be, de elméleti írásokat is megjelentettek. Szovjet íróktól, s nyugati íróktól is közöltek írásokat. A szektariánizmus torzító hatása rányomta bélyegét a lap irányvonalára.